# Hypopyra sikhimensis
Hypopyra sikhimensis är en fjärilsart som beskrevs av Embrik Strand 1914. Hypopyra sikhimensis ingår i släktet Hypopyra och familjen nattflyn. Inga underarter finns listade i Catalogue of Life.